# Khương Tín Trị
Khương Tín Trị (tiếng Trung giản thể: 姜信治, bính âm Hán ngữ: Jiāng Xìnzhì, sinh tháng 2 năm 1958, người Hán) là chính trị gia nước Cộng hòa Nhân dân Trung Hoa. Ông hiện là Phó Bộ trưởng thường vụ Bộ Tổ chức Trung ương Đảng Cộng sản Trung Quốc, Ủy viên Thường vụ Ủy ban Kiểm Kỷ Trung ương Đảng, Ủy viên Ủy ban Giám sát Nhà nước Trung Quốc. Ông từng là Thường vụ Tỉnh ủy, Bộ trưởng Bộ Tổ chức Tỉnh ủy Phúc Kiến, Hiệu trưởng Trường Đảng Phúc Kiến; Thường vụ Tỉnh ủy, Tổng thư ký Tỉnh ủy Cam Túc.
Khương Tín Trị là đảng viên Đảng Cộng sản Trung Quốc, học vị Cử nhân Kinh tế chính trị học. Ông có sự nghiệp công tác ở tỉnh nhà Cam Túc hơn 30 năm trước khi được điều sang Phúc Kiến và tới trung ương.

## Xuất thân và giáo dục
Khương Tín Trị sinh tháng 2 năm 1958 tại huyện Đôn Hoàng, nay là thành phố cấp huyện Đôn Hoàng, thuộc địa cấp thị Tửu Tuyền, tỉnh Cam Túc, Cộng hòa Nhân dân Trung Hoa. Ông lớn lên và tốt nghiệp ở Đôn Hoàng, đến năm 15 tuổi thì được xếp vào diện thanh niên trí thức trong phong trào Vận động tiến về nông thôn, về công xã Chuyển Cừ Khẩu (转渠口公社) để lao động trong 4 năm. Đến 1978, khi phong trào chấm dứt, ông theo học Trường Tài chính Thương mại Cam Túc về kế toán lương thực chuyên nghiệp trong 2 năm. Sau đó, ông học Đại học Lan Châu ở thủ phủ Cam Túc theo chương trình bán phần, vừa học vừa làm về kinh tế chính trị học chuyên nghiệp, tốt nghiệp tháng 6 năm 1985. Ông cũng được kết nạp Đảng Cộng sản Trung Quốc tại trường Lan Châu vào tháng 9 năm 1980 ngay khi nhập học.

## Sự nghiệp
Đầu năm 1980, sau khi hoàn thành khóa học ở Trường Tài Mậu Cam Túc, Khương Tín Trị được giữ lại trường trong thời gian ngắn 3 tháng làm giáo viên, sau đó được điều tới Sảnh Lương thực làm cán bộ ở Phòng Nhân sự. Đến tháng 9 năm 1983, ông được chuyển sang Bộ Tổ chức của Tỉnh ủy Cam Túc để công tác, lần lượt là cán bộ kinh tế cấp khoa viên, cán bộ điều phối cấp chủ nhiệm khoa viên, và cũng từng được điều về quận An Ninh của Lan Châu làm Phó Bí thư Quận ủy trong 2 năm 1990–92. Tháng 11 năm 1992, ông là cán bộ cấp phó xứ, sau đó nửa năm thì là Phó Trưởng phòng Điều phối cán bộ và rồi là Phó Chủ nhiệm, Chủ nhiệm Văn phòng Bộ Tổ chức Cam Túc những năm 1995, 1998. Từ tháng 10 năm 1998, ông là tổ chức viên cấp phó sảnh, nhậm chức Phó Bộ trưởng Bộ Tổ chức Tỉnh ủy Cam Túc vào tháng 8 năm 2000 và Cục trưởng Cục Cán bộ lão thành Cam Túc từ tháng 7 năm 2002. Tháng 2 năm 2003, ông được điều về Châu tự trị dân tộc Hồi Lâm Hạ làm Bí thư Châu ủy, đồng thời là Chủ nhiệm Ủy ban Thường vụ Nhân Đại Lâm Hạ, lãnh đạo địa phương này.
Tháng 3 năm 2006, Khương Tín Trị được điều lên Chính phủ Nhân dân tỉnh Cam Túc, bổ nhiệm làm Thành viên Đảng tổ, Tổng thư ký Chính phủ Cam Túc, ngay năm sau được bầu vào Ban Thường vụ Tỉnh ủy, cấp phó tỉnh, chuyển vị trí làm Tổng thư ký Tỉnh ủy Cam Túc, kiêm Bí thư Ủy ban Công tác cơ quan trực thuộc tỉnh. Đầu năm 2011, sau hơn 30 năm công tác ở tỉnh nhà Cam Túc, ông được điều tới tỉnh Phúc Kiến, chỉ định vào Ban Thường vụ Tỉnh ủy, nhậm chức Bộ trưởng Bộ Tổ chức Tỉnh ủy Phúc Kiến, kiêm Hiệu trưởng Trường Đảng Phúc Kiến trong 4 năm. Tháng 11 năm 2015, ông được điều lên trung ương làm Phó Bộ trưởng Bộ Tổ chức Trung ương Đảng Cộng sản Trung Quốc. Sang tháng 10 năm 2017, ông tham gia Đại hội Đảng Cộng sản Trung Quốc lần thứ XIX, được bầu làm Ủy viên Thường vụ Ủy ban Kiểm Kỷ Trung ương, đến ngày 30 tháng 11 thì được phân công làm Phó Bộ trưởng thường vụ, phụ trách công tác thường nhật của Bộ Trung Tổ, cấp bộ trưởng. Sau đó, ông cũng được phê chuẩn làm Ủy viên của Ủy ban Giám sát Nhà nước Trung Quốc khóa XIII. Cuối năm 2022, ông tham gia Đại hội thứ XX từ đoàn đại biểu cơ quan Trung ương Đảng và Nhà nước.